# 布旦康萨
布旦康萨（藏語：སྤྲོ་བདེ་ཁང་གསར，威利转写：spro bde khang gsar），位于西藏自治区拉萨市城关区八廓街，是一座藏传佛教格鲁派寺院，供奉多杰雄登。该寺也是多杰雄登护法的驻锡地及降神场所。

## 简介
到21世纪初，布旦康萨已有300多年历史。该寺是献给多杰雄登的寺庙。该寺传统上由位于西藏自治区山南地区雅砻河谷，位于雅鲁藏布江中下游地区）的日乌曲林寺（Riwo Chöling）管理。

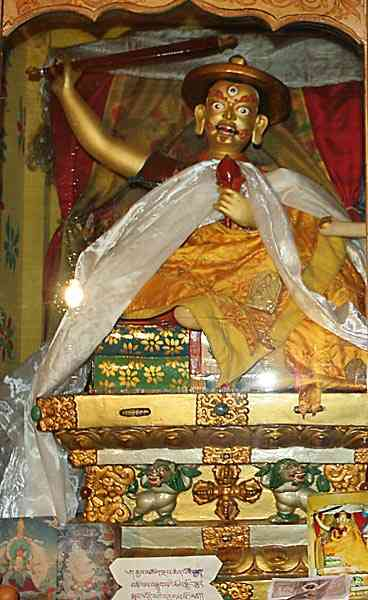
布旦康萨中的多杰雄登像

唯一一部描述布旦康萨的起源的作品出自一位本地藏人写的旅行指南。其中认为五世达赖将该寺作为多杰雄登的神圣住所（gnas）。
赤烈格桑（Trinley Kalsang）称：“位于拉萨中心的布旦康萨（spro bde khang gsar）显示了保护神多杰雄登如何在西藏获正式确立。17世纪，布旦康萨被五世达赖定为多杰雄登神的参康（btsan khang，即保护神殿）。”
五世达赖的摄政第司桑结嘉错将该寺庙托付给格鲁派寺院日乌曲林寺，从而拓展了该寺庙的功能。
除了作为神庙之外，布旦康萨还接纳来自日乌曲林寺的僧众，并且还有一位召唤多杰雄登的神巫（吹仲）。文化大革命之后，布旦康萨获得日乌曲林寺恢复重建。
在达扎活佛担任西藏摄政时期（1941年－1950年），展开过一项对寺院收藏的藏文木刻印版的调查。结果发现布旦康萨收藏的木刻印版中，有许多是有关多杰雄登献祭仪轨（chos skyong shugs ldan gyi bskang chog rgyas pa），其作者是时轮金刚咒（Kalachakra）的早期传承者、甘丹寺绛孜扎仓（Ganden Jangtse）的色贡多杰羌（Serkong Dorje Change，1856年－1918年）。色贡多杰羌“担任了不丹统治者乌颜·旺楚克（o rgyan dbang phyug）的上师（dbu bla）。”
随后这些木刻印版印刷出版，其中色贡多杰羌表示他采录了一部分萨迦派（Sakya）的摩陈多杰羌（Morchen Dorje Chang）撰写的仪轨，以及竹巴噶举派（Drukpa Kagyu）的竹巴昆列（Drukpa Kunleg）的获承认的第四个转世Dre'u Lhas撰写的仪轨。

## 轶闻
90年代时，第十四世达赖喇嘛发禁止多杰雄天的信仰，导致藏区内寺庙关于多杰兄雄天的塑像被砸，以至于门口有特警执勤，凡是参观的游客或者信众一律登记身份证。